# ジョン・カーロス
ジョン・カーロス（John Wesley Carlos、1945年6月5日 - ）は、アメリカ合衆国ニューヨーク市ハーレム出身の陸上競技選手。1968年メキシコシティーオリンピックに出場し、男子200メートル競走の銅メダリストとなった。

## 経歴
カーロスは、1967年のパンアメリカン競技大会の200mの優勝者であり、同年には、60ヤード（5秒9）、220ヤード（20秒2）の世界記録を樹立した。
1968年のオリンピック選考会200mで19秒92を出し自己記録を0.3秒更新。世界記録保持者のトミー・スミスを破り周囲を驚かせる。しかしカーロスが履いていたスパイクがこの当時認められていないタイプのものであった。そのためこの記録は公認されなかったが、それでもこのレースによりカーロスが世界レベルのスプリンターであることが証明された。

### メキシコシティーオリンピック

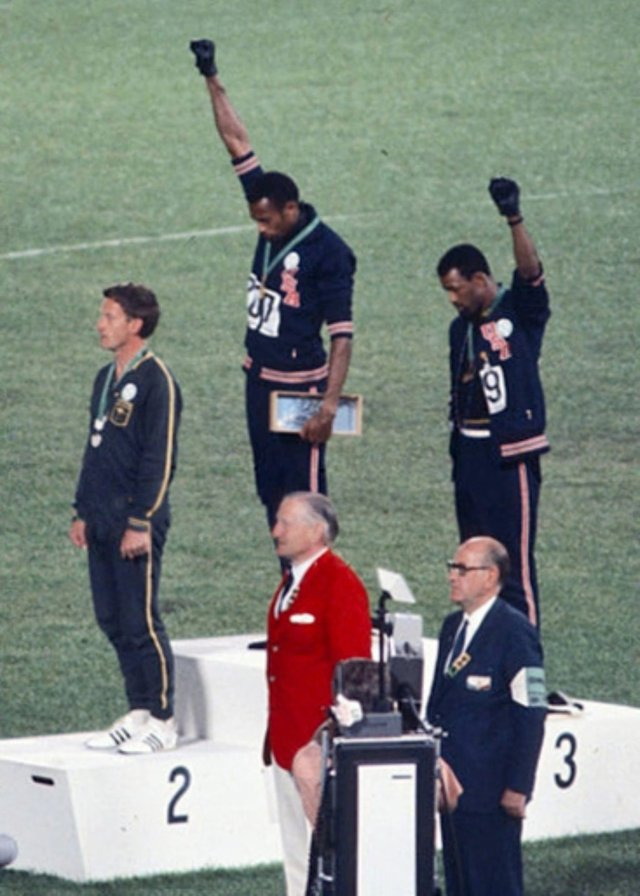
1968年メキシコシティーオリンピックの200mの表彰台で、拳を掲げる金メダリストのトミー・スミス（中央）と銅メダリストのカーロス（右）。銀メダリストのピーター・ノーマン（左）も二人の行為に賛同し、OPHRのバッジを装着している。

カーロスは、人権を求めるオリンピック・プロジェクト (Olympic Project for Human Rights 略称:OPHR) の発起人の一人であった。OPHRとは1968年メキシコシティーオリンピックをボイコットするために組織された団体である。
オリンピックではカーロスは、スミスと オーストラリアのピーター・ノーマンについで3位となり銅メダルを獲得する。カーロスとスミスは、表彰台の上で国歌が流れる中、黒い手袋をかぶせた拳をかかげて見せるブラックパワー・サリュートというパフォーマンスを行った。なお、二人は黒い靴下を履き、靴を履かず、表彰台でアメリカでの黒人の立場を表現していた。ノーマンも彼らの訴えに賛同して、OPHRのバッジを装着していた。
IOCのアベリー・ブランデージ会長は、非政治的なオリンピックの舞台で国内の政治的な発言は不適切だと考えた。彼らのアクションに対しすぐ反応した。スミスとカーロスをアメリカ選手団から追放し、選手村の立ち入りを禁止した。
しかし、多くの支持者がカーロスたちの勇気ある行動を賞賛した。その一方、反対の立場の者たちは、彼らとその家族を執拗に脅迫するなど、卑劣な犯罪行為に及ぶ者も少なくなく、アメリカ社会内部にとどまらず、国際社会の多方面に著しい影響を与えた。

### その後
カーロスは、1969年に選手として最高の年を迎える。100ヤードで9秒1の世界タイ記録。全米体育協会(AAU) 220ヤードのチャンピオンに輝く。そして、全米学生選手権(NCAA)では100mと220ヤードで勝利。さらに、4×110ヤードリレーでカリフォルニア州立大学サンノゼ校を勝利に導いた。
後年、カーロスはプロフットボールに挑戦、1970年のNFLドラフト15巡でフィラデルフィア・イーグルスに指名されて入団した。しかしひざの怪我のため1年間でチームを去り、後にカナディアン・フットボール・リーグのモントリオール・アルエッツとトロント・アルゴノーツに1年ずつ在籍した。

## 主な実績
| 年   | 大会                   | 場所                       | 種目 | 結果 | 記録   |
| ---- | ---------------------- | -------------------------- | ---- | ---- | ------ |
| 1967 | パンアメリカンゲームズ | ウィニペグ（カナダ）       | 200m | 金   | 20秒5  |
| 1968 | オリンピック           | メキシコシティ（メキシコ） | 200m | 銅   | 20秒10 |